# Championnat de Tunisie masculin de handball 1965-1966
Navigation
Saison précédente Saison suivante
La saison 1965-1966 du championnat de Tunisie masculin de handball est la onzième édition de la compétition.
Elle est marquée par l'unification des deux clubs de Hammam Lif : l'un est le champion sortant de la deuxième division et l'autre l'un des meilleurs clubs de la division nationale, champion de Tunisie trois ans auparavant. Cette fusion se traduit par une absorption d'Al Mansoura Chaâbia de Hammam Lif par le Club sportif de Hammam Lif. Elle est d'autant plus souhaitée que les sections handball des deux clubs ont été créées et entraînées par la même personne, Abdelaziz Ghelala, qui est revenu en Tunisie et qui aurait eu un dilemme à choisir entre les deux. Il prend en main le nouveau club qui domine largement le championnat, n'enregistrant aucune défaite, ainsi que la coupe espoirs.
Pour sa part, le Club africain conserve son titre de la coupe de Tunisie en battant l'Association sportive des PTT, grâce notamment à Guy Taïeb, revenu spécialement pour la finale et auteur de neuf des treize buts de l'équipe. C'est le Club sportif des cheminots qui est relégué en deuxième division, alors que le second reléguable, encore une fois le Croissant sportif bizertin, est sauvé par la fusion Club africain-Club athlétique du gaz.
Au niveau des scores, seul le Club sportif de Hammam Lif marque plus de trente buts au cours d'un match contre l'Espérance sportive de Tunis (31-14) et dépasse au total les 300 buts, alors que c'est Ghelala qui atteint dix buts contre le Stade nabeulien (20-12). 

## Clubs participants
| - Espérance sportive de Tunis - Club athlétique du gaz - Association sportive des PTT - Étoile sportive du Sahel - Club africain - Stade nabeulien | - Zitouna Sports - Club sportif de Hammam Lif - Avenir sportif de La Marsa - Croissant sportif bizertin - Union culturelle de Sfax - Club sportif des cheminots |

## Compétition

### Classement
Le barème de points servant à établir le classement se décompose ainsi :
- Victoire : 3 points
- Match nul : 2 points
- Défaite : 1 point
- Forfait : 0 point

|    | Équipe                         | Pts | J  | G  | N | P  | Bp  | Bc  | Diff |
| -- | ------------------------------ | --- | -- | -- | - | -- | --- | --- | ---- |
| 1  | Club sportif de Hammam Lif (P) | 64  | 22 | 20 | 2 | 0  | 309 | 186 | 123  |
| 2  | Stade nabeulien                | 58  | 22 | 19 | 0 | 3  | 273 | 174 | 99   |
| 3  | Espérance sportive de Tunis    | 55  | 22 | 18 | 0 | 4  | 247 | 157 | 90   |
| 4  | Club africain (T, C)           | 51  | 22 | 13 | 3 | 6  | 285 | 227 | 58   |
| 5  | Club athlétique du gaz         | 44  | 22 | 9  | 4 | 9  | 283 | 261 | 22   |
| 6  | Association sportive des PTT   | 43  | 22 | 10 | 1 | 11 | 192 | 198 | -6   |
| 7  | Union culturelle de Sfax       | 41  | 22 | 9  | 1 | 12 | 222 | 249 | -27  |
| 8  | Étoile sportive du Sahel (P)   | 37  | 22 | 7  | 2 | 13 | 269 | 307 | -38  |
| 9  | Zitouna Sports                 | 37  | 22 | 7  | 2 | 13 | 222 | 288 | -66  |
| 10 | Avenir sportif de La Marsa     | 36  | 22 | 5  | 4 | 13 | 218 | 278 | -60  |
| 11 | Croissant sportif bizertin     | 32  | 22 | 4  | 2 | 16 | 200 | 281 | -81  |
| 12 | Club sportif des cheminots     | 28  | 22 | 2  | 2 | 18 | 205 | 264 | -59  |

|  | Champion de Tunisie 1965-1966                                                                |
|  | Relégation directe en deuxième division                                                      |
|  | (T) Tenant du titre (C) Vainqueur de la Coupe de Tunisie (P) Club promu de deuxième division |

### Deuxième division
La création d'une deuxième division Centre, indépendante de celle du Sud, et la lutte serrée qui nécessite des matchs d'appui amène exceptionnellement à faire accéder les trois champions et à porter le nombre de clubs de la division nationale à treize pour l'année suivante. Le classement des barrages est le suivant :
- Al-Hilal (9)
- Club sportif sfaxien (8)
- Sporting Club de Moknine (7)

#### Poule Nord
Al-Hilal, entraîné par Hédi Malek, termine en première position avec le Club athlétique du Kef qu'il bat en match d'appui.
| Classement | Équipe                          | Points |
| ---------- | ------------------------------- | ------ |
| 1          | Al-Hilal                        | 44     |
| 2          | Club athlétique du Kef          | 44     |
| 3          | Jeunesse sportive omranienne    | 40     |
| 4          | Stade tunisien                  | 32     |
| 5          | Association sportive d'Hammamet | 31     |
| 6          | Club olympique tunisien         | 30     |
| 7          | Association Mégrine Sport       | 26     |
| 8          | Union sportive de Radès         | 26     |
| 9          | En-Nadi Ahli de Béja            | 21     |

#### Poule Centre
La lutte est serrée aussi en poule Centre, où le Sporting Club de Moknine a besoin d'un match d'appui pour écarter le Stade soussien.
La poule est composée des clubs suivants :
- le Sporting Club de Moknine
- le Stade soussien
- El Makarem de Mahdia
- le Croissant sportif de M'saken
- l'Union sportive de Sayada
- le Nasr sportif soussien
- la Gazelle sportive de Bekalta
- l'Union sportive monastirienne
- le Croissant sportif d'Akouda
- l'Aigle sportif de Téboulba
- l'Étoile sportive de Ksar Hellal
- la Jeunesse sportive kairouanaise
- le Croissant sportif chebbien
- l'Ennahdha sportive de Jemmal
- le Patriote de Sousse (FG)

#### Poule Sud
Dans cette poule aussi, deux clubs terminent premiers et ont besoin de matchs d'appui. Après avoir été battu par le Stade sportif gafsien sur un score de 9-11, le Club sportif sfaxien renverse la situation en gagnant 13-7.
| Classement | Équipe                            | Points |
| ---------- | --------------------------------- | ------ |
| 1          | Club sportif sfaxien              | 46     |
| 2          | Stade sportif gafsien             | 46     |
| 3          | En-Nahdha sportive sfaxienne      | 40     |
| 4          | Club sportif de Sakiet Ezzit      | 34     |
| 5          | Sfax railways sports              | 26     |
| 5          | Étoile sportive de Métlaoui       | 26     |
| 5          | Stade gabésien                    | 26     |
| 8          | El Amal sportif de Sfax           | 22     |
| 9          | Association sportive du transport | 22     |
| 10         | Union sportive sfaxienne          | 22     |

### Troisième division
Deux poules évoluent au Nord et sont remportées par El Baath sportif de Béni Khiar et l'Association sportive de Souk El Arbaa. 

## Champion
- Club sportif de Hammam Lif
  - Entraîneur : Abdelaziz Ghelala
  - Effectif : Mustapha Khalladi et Habib Khoudhir (GB), Abdelaziz Ghelala, Habib Srikou, Moncef Ghalloussi, Ahmed Berrehouma, Mohamed Ali Tarhouni, Lamine Bouabsa, Abdessatar Annabi, Lassâad S'habou, Hamadi Sammouda, Béchir Ayari, Farouk Aouididi, Mannoubi Latrech,Hamadi Ghelala, Hédi Riahi, Taoufik Ayari, Mohieddine Sghaier